# 酒井道代
酒井道代（さかいみちよ、酒井道代　9月13日 - ）は、日本の音楽、スポーツDJ。ラジオパーソナリティ。司会者。インタビュア。メンタルケアカウンセラー。
北海道生まれ、千葉県市川市出身。ジェフユナイテッド市原千葉・bayfmを中心に活躍する。CM、TVナレーションなども担当。血液型はB型。

## 人物
Jリーグ開幕から現場取材、現場DJを続ける。
フランス、日韓、ドイツＷ杯を取材。ロシアリーグも取材。各種コラムも担当。
2006年12月8日のBAYFM POWER BAY MORNINGで結婚・妊娠を発表。妊娠に気付かず、マラソン、フットサル、ビーチサッカー、パラグライダー、バンジージャンプなどに興じていたという。妊娠中でありながら、富士山に登り、26時間の船旅で小笠原諸島へ、更に、知床半島、奄美大島、波照間島などを旅する。
妊娠9カ月の時に奄美大島で緊急入院。大事には至らず、2007年4月11日に無事長女を出産。産後2週間でナレーション、ラジオDJ、JEFスタジアムDJ復帰。
第2子妊娠に伴い、2010年3月でPOWER BAY MORNINGのDJを降板。JEFのスタジアムDJは6月まで続け、同年7月23日に次女を出産。産後2週間でDJ復帰。
2011年6月29日、湘南ベルマーレ戦をもって、第3子出産の為、ジェフユナイテッド市原・千葉のスタジアムDJから離れるも
再び、産後2週間でDJ復帰し周囲を驚かせる。
現在も、ラジオDJ、レポーター、ジェフ千葉スタジアムDJ、各種イベント司会、イベント企画、読み聞かせ活動などで活躍。３児の母。

## 出演番組
現在
- ジェフユナイテッド市原・千葉　スタジアムDJ
- bayfm It! そごう千葉店presents Let's SO-GOレポート担当
- ジェフユナイテッド市原・千葉　絆会　MC
- ジェフユナイテッド市原・千葉　サポーターズフェスタ　MC
- EDOROCK  MUSIC&ART FESTIVAL MC
- SUNTORY各種ナレーション
- ウェディングMC
- 企業式典司会

過去
- J's GOALナビゲーター
- BAY MORNING STREAM（bayfm）
- POWER BAY MORNING（bayfm） 金曜日担当
- デスティネーションちば（bayfm）
- （bayfm各種）
- （TOKYO-FM各種）
- RADIO DI:GA（TOKYO-FM）

などなど

## エピソード
運転免許を取得したのは20代後半。愛車はシボレー・タホ。